# Child of God
Pour plus de détails, voir Fiche technique et Distribution.
Child of God est un film américain écrit et réalisé par James Franco, sorti en 2013.

## Synopsis
Dans le Tennessee rural des années 60 vit Lester Ballard, un tueur sociopathe et nécrophile dépossédé de tout. Identifié comme une menace par la communauté locale, il vit reclus au fond des bois dans une cabane abandonnée. Seul et loin de toute forme de contact humain, il devient de plus en plus déséquilibré se lance dans une vague de meurtres avec la police locale à ses trousses.

## Fiche technique
- Titre original : Child of God
- Réalisation : James Franco
- Scénario : James Franco et Vince Jolivette, d'après le roman Un enfant de dieu (1973) de Cormac McCarthy
- Direction artistique : Kristen Adams
- Décors : Eric Morrell
- Costumes : Malgosia Turzanska
- Photographie : Christina Voros
- Montage : Curtiss Clayton
- Musique : Aaron Embry
- Production : Caroline Aragon, Vince Jolivette et Miles Levy
- Société de production : RabbitBandini Productions
- Société de distribution :
- Pays d'origine :  États-Unis
- Langue originale : anglais
- Format :
- Genre : Drame et thriller
- Durée : 104 minutes
- Date de sortie :
  -  Italie : 31 août 2013 (Mostra de Venise 2013)
  -  États-Unis :

## Distribution
- Scott Haze : Lester Ballard
- James Franco : Jerry
- Tim Blake Nelson : Sheriff Fate
- Jim Parrack : Deputy Cotton
- Jeremy Ambler : Garçon avec le fusil
- Fallon Goodson : Girly
- Vince Jolivette : Ernest

## Distinctions

### Nominations
- Festival du film de New York 2013
- Mostra de Venise 2013 : sélection en compétition officielle